# Riemvasmakers

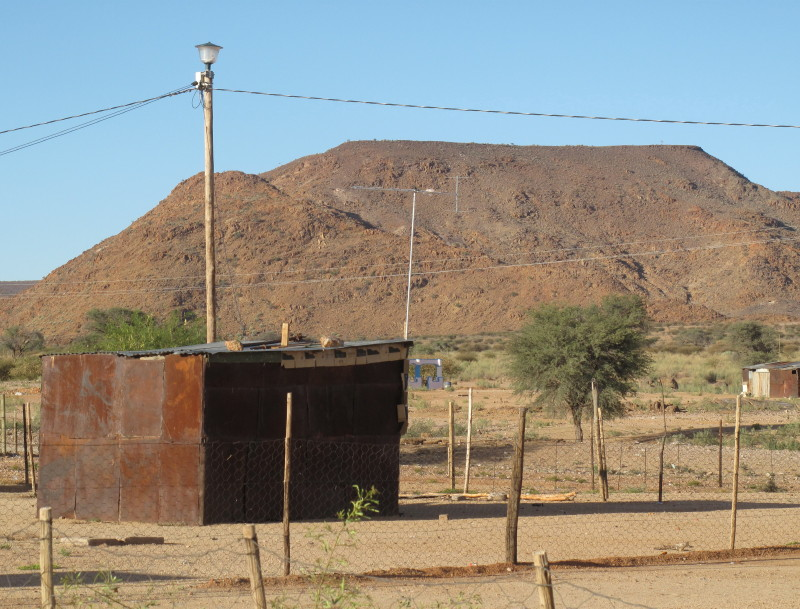
Riemvasmaak in Südafrika, ursprüngliche Heimat der Riemvasmaaker

Die Riemvasmakers, selten auch Riemvasmaak (Deutsch für Riemen-Festmacher), sind ein Clan der Nama in Namibia. Sie haben ihren Sitz in De Riet bei Khorixas, stammen und leben zum Großteil in ihrer traditionellen Heimat in Riemvasmaak am Oranje im Nordkap Südafrikas.
Der namibische Clan befindet sich seit mindestens 2010 (Stand Oktober 2014) in der Anerkennung als eigene Traditionelle Verwaltung. Sie wurden seit 1991 bis zu seinem Tod 2021 von Kaptein Johannes Mangani geführt.
Alljährlich im Oktober feiern sie bei Khorixas ein traditionelles Fest.
Die Riemvasmaakers sind seit Jahren mit anderen traditionelle Verwaltungen um Khorixas im Streit, wobei es vor allem um Landnutzungsfragen geht.

## Geschichte
Die Riemvasmakers waren ursprünglich auch als Herero-Orlam bekannt, da davon ausgegangen wird, dass ihr als König bezeichneter Kaptein Hereroblut in sich hatte. Die Riemvasmaak siedelten ursprünglich in Riemvasmaak in Südafrika. Während der Apartheidszeit wurden die Angehörigen der Nama 1974 nach Norden vertrieben, da in ihrer eigentlichen Heimat eine militärische Ausbildungsstätte errichtet werden sollte.
Nach den Wahlen in Südafrika 1994 erhielten die Riemvasmaaker ihre ursprünglichen Ländereien im Nordkap zuerkannt. Etwa 80 Prozent kehrten in den Folgejahren dorthin zurück, 20 Prozent blieben im Damaraland Namibias.